# أنتوني ليندن جونز
أنتوني ليندن جونز (بالإنجليزية: Anthony Linden Jones)‏ هو ملحن أسترالي، ولد في 1959.

## روابط خارجية
- أنتوني ليندن جونز على موقع IMDb (الإنجليزية)